# Cyclisme aux Jeux panaméricains de 1999
Navigation
Jeux panaméricains de 1995 Jeux panaméricains de 2003
Les compétitions de cyclisme des Jeux panaméricains 1999 se sont déroulées du 25 juillet au 4 août à Winnipeg, Canada.

## Podiums hommes

### Courses sur route
| Compétitions                 | Or                  | Argent                | Bronze                  |
| ---------------------------- | ------------------- | --------------------- | ----------------------- |
| Course en ligne individuelle | Brian Walton (CAN)  | Gordon Fraser (CAN)   | Pedro Pablo Pérez (CUB) |
| Contre-la-montre individuel  | Eric Wohlberg (CAN) | Levi Leipheimer (USA) | Márcio May (BRA)        |

### Courses sur piste
| Compétitions           | Or                                                            | Argent                                                                | Bronze                                                                   |
| ---------------------- | ------------------------------------------------------------- | --------------------------------------------------------------------- | ------------------------------------------------------------------------ |
| Kilomètre              | Julio César Herrera (CUB)                                     | Erin Hartwell (USA)                                                   | Doug Baron (CAN)                                                         |
| Keirin                 | Marty Nothstein (USA)                                         | John González (COL)                                                   | Mario Joseph (TRI)                                                       |
| Vitesse                | Marty Nothstein (USA)                                         | Marcelo Arrué (USA)                                                   | Julio César Herrera (CUB)                                                |
| Vitesse par équipes    | Marcelo Arrué (USA) Johnny Barios (USA) Marty Nothstein (USA) | Joel Gelabert (CUB) Yosmani Rodríguez (CUB) Julio César Herrera (CUB) | Sebastián Alexandre (ARG) Marcelo Ammendolia (ARG) Juan José Haedo (ARG) |
| Poursuite individuelle | Dylan Casey (USA)                                             | Walter Pérez (ARG)                                                    | Marlon Pérez (COL)                                                       |
| Poursuite par équipes  | Cuba                                                          | Argentine                                                             | Chili                                                                    |
| Course aux points      | Marlon Pérez (COL)                                            | Luis Martínez (MEX)                                                   | Milton Wynants (URU)                                                     |
| Course à l'américaine  | Gabriel Curuchet (ARG) Juan Curuchet (ARG)                    | James Carney (USA) Brian Whitcomb (USA)                               | Richard Rodríguez (CHI) Luis Fernando Sepúlveda (CHI)                    |

### VTT
| Compétitions  | Or                  | Argent             | Bronze                     |
| ------------- | ------------------- | ------------------ | -------------------------- |
| Cross-country | Edward Larsen (USA) | Carl Swenson (USA) | Christopher Sheppard (CAN) |

## Podiums femmes

### Courses sur route
| Compétitions                 | Or                    | Argent                | Bronze                   |
| ---------------------------- | --------------------- | --------------------- | ------------------------ |
| Course en ligne individuelle | Karen Dunne (USA)     | Yoanka González (CUB) | Janildes Fernandes (BRA) |
| Contre-la-montre individuel  | Elizabeth Emery (USA) | Lyne Bessette (CAN)   | Mari Holden (USA)        |

### Courses sur piste
| Compétitions           | Or                    | Argent                  | Bronze                  |
| ---------------------- | --------------------- | ----------------------- | ----------------------- |
| 500 mètres             | Tanya Dubnicoff (CAN) | Nancy Contreras (MEX)   | Yumari González (CUB)   |
| Vitesse                | Tanya Dubnicoff (CAN) | Jennie Reed (USA)       | Yumari González (CUB)   |
| Course aux points      | Erin Veenstra (USA)   | Belem Guerrero (MEX)    | María Luisa Calle (COL) |
| Poursuite individuelle | Erin Veenstra (USA)   | María Luisa Calle (COL) | Yoanka González (CUB)   |

### VTT
| Compétitions  | Or                  | Argent             | Bronze              |
| ------------- | ------------------- | ------------------ | ------------------- |
| Cross-country | Alison Dunlap (USA) | Alison Sydor (CAN) | Jimena Florit (ARG) |

## Tableau des médailles
| #     | Pays              |    |    |    | Total |
| ----- | ----------------- | -- | -- | -- | ----- |
| 1     | États-Unis        | 10 | 5  | 1  | 16    |
| 2     | Canada            | 4  | 3  | 2  | 9     |
| 3     | Cuba              | 2  | 3  | 5  | 10    |
| 4     | Colombie          | 1  | 2  | 2  | 5     |
| 5     | Argentine         | 1  | 1  | 3  | 5     |
| 6     | Mexique           | 0  | 3  | 0  | 3     |
| 7     | Brésil            | 0  | 0  | 2  | 2     |
| 8     | Chili             | 0  | 0  | 1  | 1     |
| 8     | Trinité-et-Tobago | 0  | 0  | 1  | 1     |
| 8     | Uruguay           | 0  | 0  | 1  | 1     |
| Total | Total             | 18 | 17 | 18 | 53    |